# Men Without Women (film)
Men Without Women is een Amerikaanse dramafilm uit 1930 onder regie van John Ford. De film werd destijds in Nederland uitgebracht onder de titel Mannen zonder vrouwen.

## Verhaal
Onder commando van luitenant Bridewell ligt een Amerikaanse onderzeeër voor anker in Sjanghai. Terwijl de meeste zeelieden aan wal zijn, blijft torpedoman Burke trouw op post. Burke heet echter in werkelijkheid Quartermaine. Hij was vroeger de kapitein van het Britse schip Royal Scot dat door de Duitsers tot zinken werd gebracht. Quartermaine wist niet dat zijn toenmalige vriendin spioneerde voor de Duitsers. Als de onderzeeër later zinkt, neemt Burke de leiding over het schip. Hij moet zijn maats in leven houden, totdat ze gered worden van de zeebodem.

## Rolverdeling
| Acteur               | Personage           |
| -------------------- | ------------------- |
| Kenneth MacKenna     | Burke               |
| Frank Albertson      | Ensign Price        |
| George LeGuere       | Pollock             |
| J. Farrell MacDonald | Costello            |
| Charles K. Gerrard   | Weymouth            |
| Warner Richmond      | Commander Bridewell |
| Warren Hymer         | Kaufman             |
| Walter McGrail       | Cobb                |
| Stuart Erwin         | Jenkins             |